# Хеллесен, Гуннар Фредрик
Гуннар Фредрик Хеллесен (норв. Gunnar Fredrik Hellesen, 23 февраля 1913, Хёугесунн, Норвегия — 7 июля 2005) — норвежский государственный деятель, министр обороны Норвегии (1970—1971).

## Биография

### Начало карьеры и Вторая мировая война
Родился в семье моряка. После окончания коммерческого училища в 1929 г. работал в качестве клерка в страховой компании, в 1936 г. становится морским страховым агентом в компании A/S Haugesund Sjøforsikringsselskap. Одновременно являлся председателем спортивного союза Хёугесунна, в 1938 г. получал образование в Швеции.
С началом Второй мировой войны в 1940 г. он становится председателем молодежной организации Høyre (молодые консерваторы) Хёугесунна, вскоре после оккупации Норвегии он был захвачен в плен немецкими войсками во время датско-норвежской операции. За участие в движении Сопротивления в феврале 1941 г. он вместе с несколькими другими норвежскими патриотами был приговорен судом к смертной казни по обвинению в шпионаже. В июне того же года приговор был заменен Адольфом Гитлером на десять лет принудительных работ.
После окончания войны он продолжил работу в A/S Haugesund Sjøforsikringsselskap и до начала 1959 г. являлся начальником отдела аквизиционных расходов. С 1959 по 1969 гг. занимал должность заместителя директора. В 1953 г. прошел стажировку в Дании.

### Политическая деятельность
В 1945—1951 избирался членом городского совета Хёугесунна, в 1951—1955 гг. — член городского бюро. В 1945 г. был избран председателем городского отделения норвежского объединения молодых консерваторов, а с 1947 по 1958 гг. являлся членом исполкома данного объединения Норвегии.
- 1955—1958 и 1959 гг. — мэр Хёугесунна,
- 1958—1963 гг. — член бюро города.

В 1955—1956 и 1959—1960 гг. — член совета Консервативной партии провинции Ругаланн, в 1958—1962 гг. — член провинциального исполнительного комитета партии.
В сентябре 1961 г. был избран в норвежский стортинга и являлся его депутатом до 1969 г:
- 1961—1962 гг. — заместитель председателя комитета по вопросам протокола,
- 1965—1967 гг. — председатель комитета по вопросам финансов и таможни,
- 1967—1969 гг. — председатель Комитета по вопросам финансов.

В 1969—1973 гг. являлся губернатором провинции Ругаланн.
В 1970—1971 гг занимал должность министра обороны Норвегии.
В 1972—1978 гг. — председатель совета директоров Норвежского нефтяного директората (Oljedirektoratet). Одновременно являлся директором представительства в Хёугесунне Норвежского кредитного банка (1973—1980), председателем совета директоров Промышленного фонда (1973—1976), председателем наблюдательного совета страховой кампании A/S Haugesund Sjøforsikringsselskap (1973—1983). Кроме того, в 1973—1974 гг. возглавлял Общие собрания Norsk Olje A / S, дочерней компании Statoil.
В 1980—1983 гг. занимал пост генерального директора Норвежского центра подводных технологий и председателя совета директоров расположенной в Хёугесунне верфи Mekaniske Verksted A/S.

## Награды и звания
Командор ордена Святого Олафа (1979). командор бельгийского ордена Короны (1998).